# 馬納果達
馬納果達（Malacoda），於但丁《神曲》〈地獄篇〉中出場的惡魔。名字是義大利文，意思是「惡尾」。

## 簡介
魔鬼集團「馬納勃郎西」（意思是「惡爪」）之首領，地獄第八圈（詐騙者之溝）第五溝的獄吏，負責懲罰生前貪污和詐欺的亡靈。與一般常見的惡魔不同，不會誘人犯罪，而是聽令於神，負責懲罰罪人。

## 特徵
身上長有蝙蝠般的翅膀、如猛獸般銳利的爪子和獠牙。